# パスカル・シガン
パスカル・シガン（Pascal Cygan, 1974年4月29日 - ）は、フランス出身の元サッカー選手。現役時代のポジションはディフェンダー（センターバック）。

## 経歴

### LOSCリール・メトロポール
下部リーグのESワスケアルでプレーしていたが、1995年にリールからプロデビューした。3シーズンはリーグ・ドゥ（2部）でプレーしたが、1999-2000シーズンにリーグ・ドゥで優勝してリーグ・アン（1部）復帰を果たし、2000-01シーズンにはUEFAチャンピオンズリーグ予選出場権を獲得する3位でシーズンを終えた。この時期にはキャプテンに就任し、2001-02シーズンにはEtoile d'Orを受賞した。

### アーセナルFC
2002年夏、フランス人のアーセン・ベンゲル監督が率いるイングランド・プレミアリーグのアーセナルFCに移籍金200万ポンドで移籍し。9月1日のチェルシーFC戦(1-1)でヌワンコ・カヌとの途中交代で出場してデビューした。2003-04シーズンは18試合に出場してリーグ優勝メダルを受け取った。2004-05シーズンはソル・キャンベルが負傷がちであったために出場機会に恵まれ、15試合に先発出場した。スピード不足からしばしばオウンゴールを献上しており、2004年11月2日、UEFAチャンピオンズリーグのパナシナイコスFC戦でもオウンゴールを記録した。2005-06シーズンは左サイドバックのアシュリー・コールとガエル・クリシーが相次いで負傷したため、シガンが急遽左サイドバックにコンバートされ、2006年1月9日にはリーグの週間ベストイレブンに選ばれた。出場した公式戦20試合のうち12試合に勝利し、そのうちの11試合は無失点に抑えた。左サイドバックにはマテュー・フラミニがおさまり、シガンはソル・キャンベル、コロ・トゥーレ、フィリップ・センデロスに次ぐセンターバック4番手のポジションをヨハン・ジュルーと争っていたが、2006年1月にはハムストリングを負傷し、2005-06シーズンの残りに出場することが絶望となった。アーセナルFCではUEFAチャンピオンズリーグでの20試合を含む公式戦通算98試合に出場した。アーセナルFCでは計3得点を挙げているが、このうちの1点は2003年3月のエヴァートンFC戦での得点であり、他の2点は2005-06シーズン開幕戦のフラムFC戦(4-1)での予期せぬ2得点である。

### ビジャレアルCF
2006年夏にはイングランドや他国のいくつかのクラブから誘いがあったが、8月、アーセナルFCからロベール・ピレスが先に加入していたスペインのビジャレアルCFに移籍金200万ポンドで移籍した。マヌエル・ペジェグリーニ監督の信頼を勝ち取り、頼れるバックアッパーとして2006-07シーズンも2007-08シーズンも20試合前後に出場した。2008年夏にはポジションを争うマルティン・カセレスが加入する予定だったが、結局カセレスはFCバルセロナに移籍し、さらにレギュラーのゴンサロ・ロドリゲスが負傷がちだったこともあって、2008年6月6日、契約を1年間延長した。しかし、2008-09シーズンはトップチームでの出場機会を欠き、クラブが契約延長を好まなかったため、2009年7月に契約満了によりビジャレアルCFを離れた。

### FCカルタヘナ
2009年8月、セグンダ・ディビシオン（2部）に昇格したばかりのFCカルタヘナと1年契約を結んだ。2011年夏、37歳で現役引退した。

## タイトル

### クラブ
- LOSCリール・メトロポール

リーグ・ドゥ: 1999-2000
- アーセナルFC

プレミアリーグ: 2003-04
FAカップ: 2002-03, 2004-05
FAコミュニティ・シールド: 2002, 2004

### 個人
- Etoile d'Or : 2001-02